# 宋緙絲崔白芝仙祝壽軸
宋緙絲崔白芝仙祝壽軸是源自於宋代的一幅緙絲。作者與產地不詳，絲軸長102.3公分，寬44. 6公分。現藏於台灣國立故宮博物院。

## 介紹
作品主題明顯，依照上至下緙織天竺、靈芝、水仙，寓意長壽，是為祝壽用途。作品右下方織有楷書「崔白製」款及「崔白」印，暗示稿本出自北宋花鳥名家崔白(活動於十一世紀後半)之手，更顯別緻非凡。作品線條清晰，各元素間界線分明。緙織的花草平整，顔色鮮艷飽和，多數均匀填補一面且不漸變。構圖上，以右側為主，花草往左傾生長，由假石一直延伸到左下的地面。
除可單獨出售用以祝壽外，此軸也屬成套製作。可設計為四幅成組，對應四季。水仙、靈芝常見於冬春之交，此作係冬景。
美國大都會博物館另藏一本，極為相似，看來此類帶有名家款識的絲畫頗受青睞，多所製作。

## 時代背景
北宋建國之初，緙絲由官府設置機構進行管理。西元978年，宋太宗在京城汴梁（今河南開封）設置了管理絲織生產的文思院，到南宋時期則隨遷都移至臨安（今浙江杭州），體現了當代皇室對緙絲的重視。民間的緙織作坊在北宋時期則聚集在了定州，後來則發展成遍佈中國。作品宋緙絲崔白芝仙祝壽軸的產地現雖已無從考據，但可以聚焦以上所述的工坊分佈地區做推斷。